# Gertraud Jesserer
Gertraud Jesserer (Vienne, 13 décembre 1943 et morte le 9 décembre 2021) est une actrice autrichienne. 

## Filmographie

### Cinéma
- 1959 : Éva ou les Carnets secrets d'une jeune fille
- 1964 : Das hab ich von Papa gelernt
- 1966 : Das Spukschloß im Salzkammergut

### Télévision
- 2004 : Princesse Marie